# Banios
Banios é uma comuna francesa na região administrativa de Occitânia, no departamento dos Altos Pirenéus. Estende-se por uma área de 5,26 km², Em 2010 a comuna tinha 59 habitantes (densidade: 11,2 hab./km²)..